# صقر خضير
صقر خضير (26 أكتوبر 1981-)، لاعب كرة قدم كويتي سابق، لعب في مركز قلب الدفاع.
بدأ صقر مسيرته في الملاعب مع نادي الصليبيخات، وفي موسم 2003/2004 انتقل إلى نادي القادسية الكويتي، وساعد الفريق على الفوز بالثلاثية التاريخية، وقد تم اختياره للمشاركة مع منتخب الكويت لكرة القدم في كأس الخليج 2004، وسجل هدفا في مرمى منتخب البحرين لكرة القدم في مباراة تحديد المركز الثالث والرابع.
في 27 فبراير 2005 أصيب بقطع في الرباط الصليبي، وفي موسم 2007/2008 أعير إلى نادي الصليبيخات، وفي 2 يوليو 2008 أعلن نادي القادسية إعارته إلى نادي الفحيحيل لموسم 2008/2009.